# Џејмс Чедвик
Џејмс Чедвик (енгл. James Chadwick; Болингтон, 20. октобар 1891 — Кембриџ, 24. јул 1974) био је енглески физичар. Добио је Нобелову награду за физику 1935. за откриће неутрона.

## Детињство и младост
Студирао је у Манчестеру и Кембриџу. Радио је са Ернестом Радерфордом. Током Првог светског рата био је интерниран у концентрационом логору у Немачкој, као непријатељски шпијун, који је послан да би се видели немачки ратни планови.

## Истраживања на Кембриџу
После рата Чедвик се вратио у Кембриџ, где је радио са Ернестом Радерфордом на истраживању емисије гама зрака из радиоактивних материјала. Осим тога проучавао је и трансмутацију елемената, на тај начин да их је бомбардовао алфа честицама. Истраживао је атомско језгро.
Током 1932. направио је фундаментално научно откриће. Открио је честицу у атомском језгру, која ће постати позната као неутрон. Та нова честица неутрон била је без електричног наелектрисања. Алфа честице имале позитивно електрично наелектрисање и кад би се њима бомбардовала атомска језгра алфа честице би биле одбијене због тога што су језгра била позитивно наелектрисана. Код тежих елемената Кулонска баријера је постајала још већа, па алфа честице нису могле да разбију таква језгра ни са већим енергијама бомбардовања. Међутим неутрони које је Чедвик открио су могли да дођу до атомских језгара тежих елемената, јер за њих није постојала кулонска баријера пошто су били без наелектрисања. Неутрони су могли разбити атомска језгра и најтежих елемената.
Чедвиково откриће је припремило терен за откриће фисије урана 235 и за стварање атомске бомбе. Добио је Нобелову награду за физику 1935. за откриће неутрона. Немачки научник Ханс Фалкенхаген је открио неутрон у исто време кад и он, али се бојао да објави тај резултат. Чедвик му је понудио да дели Нобелову награду са њим, али Фалкенхаген је одбио ту почаст.
Чедвиково откриће неутрона је представљало малу револуцију, јер је омогућило да се стварају елементи тежи од уранијума. Његово откриће је инспирисало Енрика Фермија да открије нуклеарне реакције са спорим неутронима (термалним неутронима), а Лизу Мајтнер да открије нуклеарну фисију.

## Ливерпул и атомска бомба
Чедвик је постао 1935. професор у Ливерпулу. Постао је током рата члан комитета за истраживање могућности прављења атомске бомбе. Као члан Тизардове мисије 1940. одлази у САД и Канаду да би се остварила сарадња на нуклеарним истраживањима. Када се у новембру 1940. вратио у Енглеску закључио је да неће бити ништа од тих истраживања све до краја рата. Међутим у децембру 1940. Франц Симон је написао извештај о могућности да се издвоји изотоп уранијума битан за атомску бомбу уранијум 235. Симон је написао не само о тој могућности, него и колико би то коштало и техничке карактеристике како би се то урадило у великом постројењу обогаћивања уранијума. Од тога тренутка Чедвик је започео рад на атомској бомби. Убрзо се прикључује пројекту Менхетн у САД, у оквиру кога су развијене атомске бомбе бачене на Хирошиму и Нагасаки.